# الكلب المؤذي

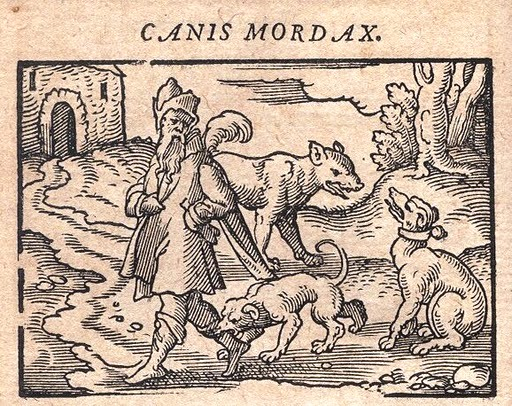
غلاف رواية الكلب المؤذي

الكلب المؤذي هي إحدى خرافات إيسوب، والتي يوجد منها نسخة يونانية لبابريوس ونسخة لاتينية من أفيانوس. وهي مرقمة 332 في مؤشر بيري (Perry Index).

## القصة
تتحدث القصة عن كلب إعتاد أن يعض أرجل الآخرين، ولذلك يربط صاحبه جرساً حول عنقه لتحذير العامة. فظنّ الكلب أن الجرس مكافأةً له، وذهب يتباها به في الأرجاء، حتى إلتقى بكلب مسنّ ونبهه بأن الجرس ليس هو إلا علامة على الخِزي. وصوّر محررو حِكايات العصر الفيكتوري الحكمة من هذه الحِكاية بأن «الشهرة غالبًا ما يتم الخلط بينها وبين سيء السمعة».
يقال إن قصة الخرافة الروسية إيفان كريلوف بعنوان «الأحمق» تأخذ بدايتها من هذه الحكاية. في نسخته، يُعطى الحمار جرسًا بحيث يمكن تتبعه سرَح عن مساره. يفخر الحمار في البداية بما يتطلبه الأمر ليكون أنيقاً، لكنه يكتشف بعد ذلك أنه عندما يرعى في حقول الناس أو الحدائق، يكشف الجرس وجوده ويتم طرده. جسّد كريلوف الحكمة في حِكايته التي تثبت أن العُلو الإجتماعي مؤذي للمحتالين مما يٌلفت الإنتباه إليهم.

## روابط خارجية
- 15th-20th century book illustrations online